# The Hole in the Wall (film fra 1921)
The Hole in the Wall er en amerikansk stumfilm fra 1921 af Maxwell Karger.

## Medvirkende
- Alice Lake som Jean Oliver
- Allan Forrest som Gordon Grant
- Frank Brownlee som Limpy Jim
- Charles Clary
- William De Vaull som Deagon
- Kate Lester som Mrs. Ramsey
- Carl Gerard som Donald Ramsey
- John Ince
- Claire Du Brey som Cora Thompson